# Corsa del topo

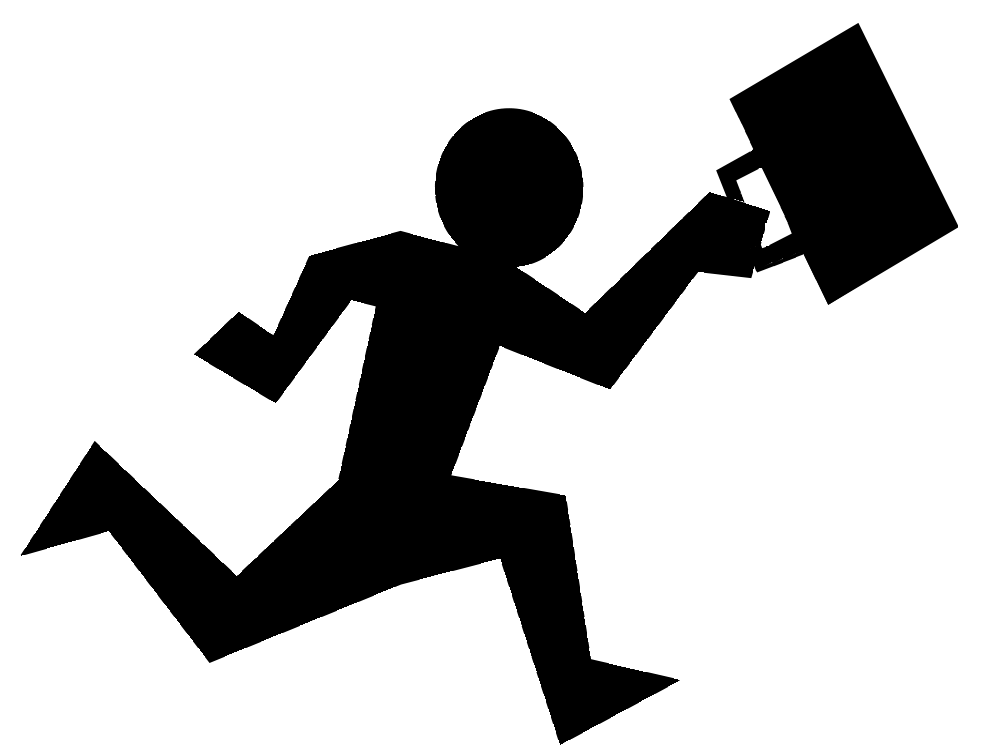
Rappresentazione artistica della moderna corsa del topo

Corsa del topo (in inglese rat race) è un'espressione usata per indicare una ricerca infinita, autolesionista e inutile. Questo modo di dire equipara la condizione degli esseri umani a quella dei ratti intenti a ricercare invano il formaggio come ricompensa.
Il termine è comunemente associato a uno stile di vita estenuante e ripetitivo che non lascia spazio al relax e al divertimento.

## Etimologia
Alla fine del 1800 il termine "corsa del topo" veniva usato spregiativamente per indicare "passaggi labirintici attraverso i quali i ratti si muovono nel loro territorio".
Negli anni '30 le vere e proprie corse di topi di qualche tipo venivano spesso menzionate tra le attrazioni del carnevale e del gioco d'azzardo.
Nel 1934, corsa del topo veniva utilizzato anche in riferimento all'addestramento aeronautico, riferendosi a un gioco "segui il leader" in cui un pilota di caccia in formazione doveva copiare tutte le azioni (giri, rotazioni, virate di Immelmann, ecc.) eseguite da un pilota esperto.
Dal 1939 la locuzione assunse il significato di “lotta competitiva” riferendosi al lavoro e alla vita di una persona.

## Utilizzo storico
The Rat Race fu usato come titolo per un romanzo scritto da Jay Franklin nel 1947 per Colliers Magazine e pubblicato per la prima volta in forma di libro nel 1950. È dedicato a quei pochi topi di Washington che non portano valigette.
Il termine "corsa al successo" fu usato in un articolo su Samuel Goudsmit pubblicato nel 1953 intitolato: A Farewell to String and Sealing Wax~I in cui Daniel Lang scrisse:
Philip K. Dick usò il termine in " The Last of the Masters " pubblicato nel 1954:
Jim Bishop ha usato il termine corsa al successo nel suo libro The Golden Ham: A Candid Biography of Jackie Gleason. Il termine ricorre in una lettera che Jackie Gleason scrisse a sua moglie in cui dice: "La televisione è una corsa al successo, e ricordalo, anche se vinci sei pur sempre un topo".
William H. Whyte usò il termine corsa al successo in The Organization Man pubblicato nel 1956:
Merle A. Tuve usò il termine corsa al successo in un articolo del 1959 intitolato "La scienza è troppo grande per lo scienziato?", Scrivendo: 

## Soluzioni
Per "sfuggire alla corsa del topo" ci sono diversi modi:
- Spostarsi in un'area più rurale
- Pensionamento, licenziamento o cessazione del lavoro
- Passare da un lavoro molto faticoso a uno meno faticoso, come lo stile di vita tang ping dei giovani cinesi
- Adottare una mentalità simile a quella del Buddha
- Cambiare completamente lavoro
- Lavoro a distanza
- Raggiungere l'indipendenza finanziaria
- Vivere in armonia con la natura
- Sviluppare un atteggiamento interiore di distacco dalle attività materialistiche
- Alienazione dalle norme della società

## Musica
- Have a Blast Periphery II di Periphery (2012)
- " Slave to the Wage " del gruppo rock alternativo inglese Placebo è una canzone che descrive la classica Rat Race, contenuta nell'album del 2000 Black Market Music .
- "Escape (Free Yo Mind From This Rat Race)" è stato pubblicato come lato b di " Glam Slam ", il secondo singolo dall'album Lovesexy di Prince ed è stato successivamente incluso nella compilation The B-Sides .
- "Rat Race" canzone del gruppo ska inglese The Specials
- "Mice Race" della band anarco-punk britannica Rudimentary Peni.
- Rat Race Devil's Playground di Billy Idol (2005)
- Rat Race, canzone dell’album Rastaman Vibration di Bob Marley (1976)
- Rat Race di Babbu Maan (album Pagal Shayar-2020)
- The Clockwise Witness di DeVotchKa è una canzone che descrive l'inutilità di Rat Race (album A Mad & Faithful Telling-2008)
- Anche se vinci, sei comunque un topo di Architects (2012)
- RatRace della band metal inglese Skindred (2007)
- The Racing Rats del gruppo rock inglese Editors (2007)